# Femtotecnologia
La femtotecnologia è un termine usato da alcuni futurologi per riferirsi alla strutturazione della materia su una scala femtometrica, per analogia con i termini nanotecnologia e picotecnologia. Questo comporta la manipolazione degli stati energetici eccitati dentro i nuclei atomici (vedi isomero nucleare) per produrre stati metastabili (oppure stabilizzati) con proprietà insolite. Nel caso estremo, si presume che gli stati eccitati dei singoli nucleoni che sostituiscono il nucleo atomico (protoni e neutroni) si adattino apparentemente alle proprietà di comportamento di queste particelle (anche se in pratica ciò è improbabile che funzioni come previsto).
Spesso si immagina che la più progredita forma di nanotecnologia molecolare venga a coinvolgere macchine molecolari auto-replicanti e ci sono stati alcune ipotesi molto speculative che supporrebbero che qualcosa di simile in linea di principio sia possibile con le "molecole" composte di nucleoni piuttosto che di atomi. Per esempio, l'astrofisico Frank Drake una volta ipotizzò riguardo alla possibilità di organismi auto-replicanti composti di tali molecole nucleari che vivono sulla superficie di una stella di neutroni, una suggestione ripresa nel racconto di fantascienza Dragon's Egg scritto dal fisico Robert Forward. I fisici hanno ipotizzato che le molecole nucleari possano essere rese possibili, ma avrebbero vita molto breve, e del resto non si conosce la possibilità di come si possa effettivamente fare eseguire compiti complessi quali l'auto-replicazione o quale tipo di tecnologia potrebbe essere utilizzata per manipolarle.
Le applicazioni pratiche della femtotecnologia sono attualmente considerate improbabili. Gli intervalli tra i livelli di energia nucleare richiedono apparecchiature capaci di generare ed elaborare in modo efficiente i raggi gamma, senza che queste vengano a degradarsi. La natura dell'interazione forte è tale che gli stati nucleari eccitati tendono ad essere molto instabili (a differenza degli stati elettronici eccitati negli atomi di Rydberg), e ci sono un numero finito di stati eccitati sotto l'energia di legame nucleare, a differenza del numero infinito (in linea di principio) di stati legati a disposizione degli elettroni di un atomo. Allo stesso modo, ciò che è noto circa gli stati eccitati dei singoli nucleoni sembra indicare che questi non producano un comportamento che in qualche modo li renda più facili da utilizzare o manipolare, indicando invece che questi stati eccitati sono anche meno stabili e meno numerosi rispetto agli stati eccitati dei nuclei atomici.
L'ipotetica bomba all'afnio può essere considerata una grossolana applicazione della femtotecnologia.